# Quartier de la Muette

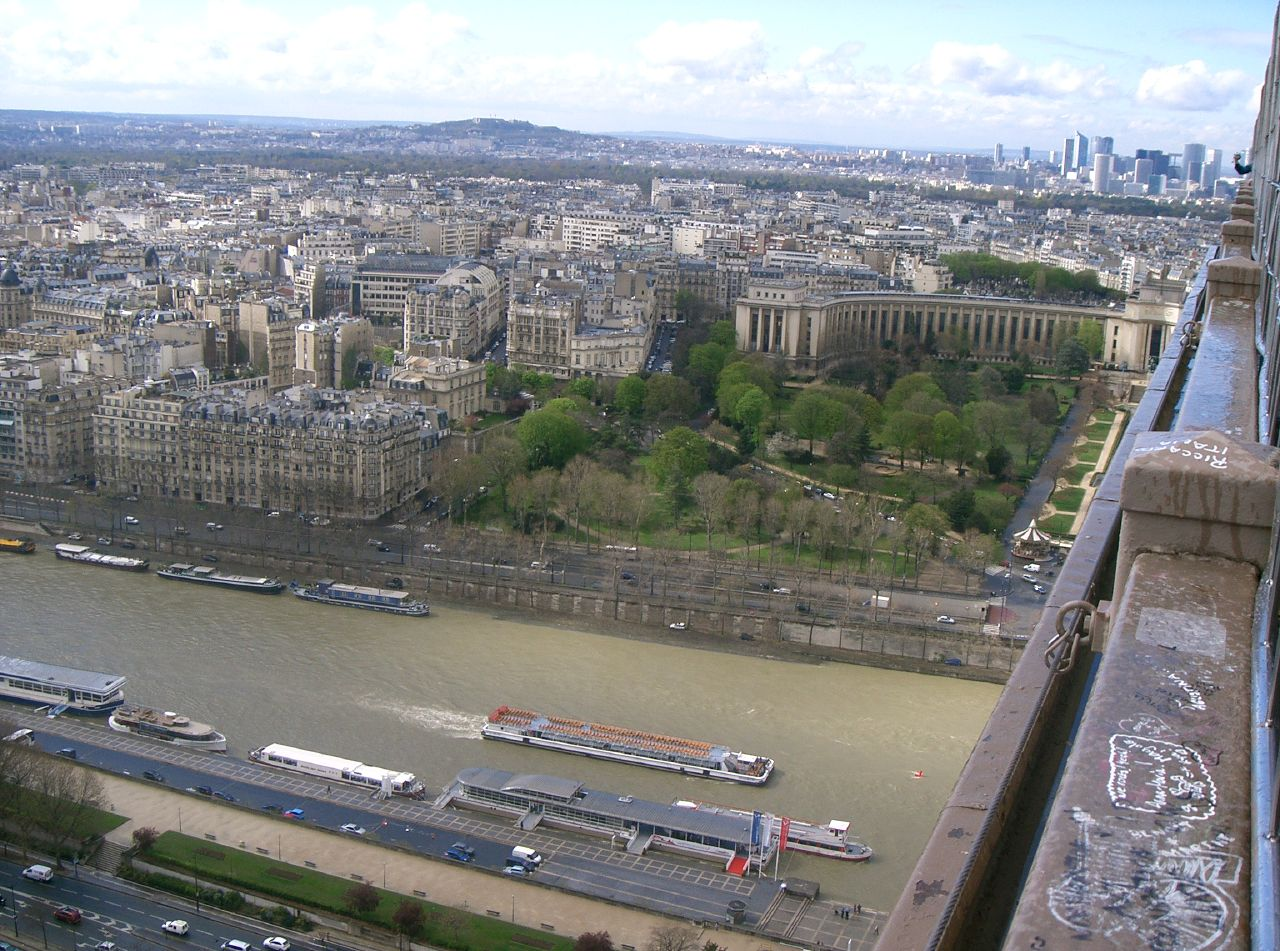
Pohled na čtvrť z Eiffelovy věže

Quartier de la Muette (čtvrť Muette) je 62. administrativní čtvrť v Paříži, která je součástí 16. městského obvodu. Má rozlohu 203,7 ha a ohraničují ji řeka Seina na východě, ulice Rue de l'Assomption a Rue de Boulainvilliers na jihu, Boulogneský lesík a Boulevard périphérique na západě, Avenue Georges Mandel a Avenue Henri Martin na severu.
Čtvrť byla pojmenována podle starého zámku château de la Muette. Původní středověký hrad byl přestavěn za Karla IX. a později rozšířen Ludvíkem XV. Zámek byl zbořen po 1. světové válce. V letech 1921–1922 si nechal baron Henri de Rothschild postavit stejnojmenný zámek, který je od roku 1948 sídlem Organizace pro hospodářskou spolupráci a rozvoj.
„Muette“ sice znamená ve francouzštině němý, ovšem původ jména zámku je nejasný. Může pocházet ze slova „meute“ (= smečka psů), které se používaly pro lov v Bois de Boulogne. Druhá možnost je ze slova „mue“ (= shozené parohy), neboť se v loveckém zámečku za Karla IX. ukládalo paroží jelenů.

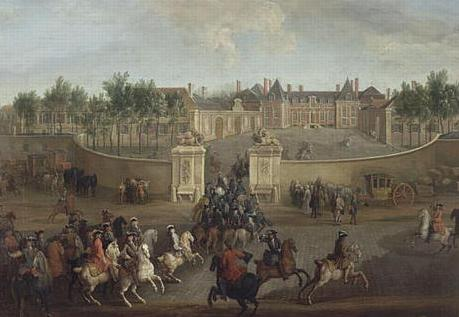
Zámek Muette v 18. století

## Vývoj počtu obyvatel
| Rok sčítání | Počet obyvatel | Hustota zalidnění (ob./km²) |
| ----------- | -------------- | --------------------------- |
| 1954        | 59 763         | 29 339                      |
| 1962        | 62 318         | 30 593                      |
| 1968        | 58 691         | 28 812                      |
| 1975        | 54 265         | 26 640                      |
| 1982        | 50 900         | 24 988                      |
| 1990        | 47 942         | 23 536                      |
| 1999        | 45 214         | 22 196                      |